# Christy Knowings
Christy Lorraine Knowings, född 25 februari 1980 i Bronx, New York, är en amerikansk skådespelerska, komiker, musiker, modell, manusförfattare och dansare. Hon var under 1997-2000 programledare för serien All that som gick på Nickelodeon.